# John Romer
John Lewis Romer (Surrey, 30 settembre 1941) è un egittologo, storico, archeologo e conduttore televisivo britannico, che ha ideato ed è comparso in molte serie televisive archeologiche, tra le quali vi sono Romer's Egypt, Ancient Lives, Testament, The Seven Wonders of the World, Byzantium: The Lost Empire e Great Excavations: The Story of Archaeology.
Assieme a Michael Wood, Romer è probabilmente il presentatore televisivo più noto relativamente alla divulgazione della Storia antica.
Il suo stile originale combina uno humour garbato, una gestualità espressiva, esperienza e rispetto per le persone anziane.

## Biografia
Romer studiò presso la Ottershaw School, un collegio nei pressi di Woking, nel Surrey, e giunse all'Archeologia attraverso i suoi studi di pittura e disegno dell'epigrafia presso il Royal College of Art di Londra.
In seguito lavorò come artista a Persepoli e al Cairo, disegnando e studiando le antiche iscrizioni.
La sua attività archeologica iniziò nel 1966, quando partecipò alla Epigraphic Survey (indagine epigrafica) dei templi e delle tombe del sito egiziano antico di Tebe (l'attuale Luxor).
Dal 1977 al 1979 promosse ed organizzò un'importante spedizione alla Valle dei Re, con la quale vi si eseguirono i primi scavi archeologici dalla scoperta della tomba di Tutankhamon nel 1922.
Nel 1979, diresse la spedizione del Brooklyn Museum per scavare la tomba di Ramses XI.
Nel 1979, Romer e sua moglie (Elizabeth Romer, anch'ella archeologa e designer) fondarono la The Theban Foundation, a  Berkeley in California, un'organizzazione dedicata alla conservazione e alla documentazione delle tombe reali di Tebe.
Da ciò ne conseguì la creazione del Theban Mapping Project.
Fra i libri di Romer (alcuni scritti assieme a sua moglie) vi sono Valley of the Kings, Ancient Lives, Testament e The Seven Wonders of the World, molti dei quali furono portati in televisione.
La sua opera più recente, A History of Ancient Egypt: From the First Farmers to the Great Pyramid, è stata pubblicata nel 2012.
Romer vive in Toscana, Italia.

## Opere principali

### Libri
- 1977, Damage in the Royal Tombs in the Valley of the King (non pubblicato)
- 1981, Valley of the Kings, Henry Holt and Company, New York, NY, 1981, ISBN 0-8050-0993-0.
- 1984, Ancient Lives: Daily Life in Egypt of the Pharaohs (ristampa del 1990 con il titolo Ancient Lives, The Story of the Pharaoh's Tombmakers), Phoenix Press, Londra, ISBN 1-84212-044-1.
- 1988, Testament: the Bible and History, Michael O'Mara Books, Londra, ISBN 1-85479-005-6 (basato sulla serie televisiva di Channel Four Testament).
- 1993, The Rape of Tutankhamun, Michael O'Mara Books, Londra, 1993, ISBN 1-85479-169-9.
- 1993, Romer's Egypt, Michael O'Mara Books, Londra, 1993, ISBN 0-7181-2136-8.
- con la moglie Elizabeth, 2000, Great Excavations: John Romer's History of Archaeology, Cassell, Londra, ISBN 0-304-35563-1.
- 2007, The Great Pyramid: Ancient Egypt Revisited
- 2012, A History of Ancient Egypt: From the First Farmers to the Great Pyramid, Allen Lane, ISBN 978-1-84614-377-9
- 2017, A History of Ancient Egypt Volume 2: From the Great Pyramid to the Fall of the Middle Kingdom, St. Martin's Press, ISBN 978-1-25003-013-9
- 2023, A History of Ancient Egypt Volume 3: From the Shepherd Kings to the End of the Theban Monarchy, Penguin, ISBN 978-0-24145-499-2

### Documentari
- Romer's Egypt (1982), BBC TV; 3 episodi; 120 minuti
- Ancient Lives (1984), Central Television (ITV); 4 episodi; 205 minuti
- Testament (1988), Antelope/Channel Four; 7 episodi; 363 minuti
- The Rape of Tutankhamun (1988); Channel 4/PBS/Voyager Films; 1 episodio; 65 minuti
- The Seven Wonders of the World (1994); ABTV/Discovery Channel; 4 episodi; 202 minuti
- Byzantium: The Lost Empire (1997); ABTV/Ibis Films/The Learning Channel; 4 episodi; 209 minuti
- Great Excavations: John Romer's History of Archaeology (also released as Lost Worlds: The Story of Archaeology) (2000); ABTV/Channel Four/Southern Star;  6 episodi; 300 minuti